# Closterocerus cincinnatus
Closterocerus cincinnatus är en stekelart som beskrevs av Girault 1916. Closterocerus cincinnatus ingår i släktet Closterocerus och familjen finglanssteklar. Inga underarter finns listade i Catalogue of Life.